# Ignazio Schino
Ignazio Schino (Bari, 3 marzo 1925 – Bari, 16 aprile 2008) è stato un giornalista, conduttore radiofonico e scrittore italiano.
Una delle firme più prestigiose del giornalismo sportivo italiano.

## Biografia
Ignazio Schino nasce a Bari il 3 marzo 1925.  Nella sua formazione incontra insegnanti di spicco (le proff. Sforza, C. Stella e Emma Gazzara Orabona) che gli infondono un attaccamento verso le materie letterarie. Entra in giornalismo nell'immediato dopoguerra (luglio 1945) nel settimanale Puglia Sportiva diretto da Nicola de Bellis, collabora a Cine-Sport diretto da Ferdinando Pinto e nel 1948 ne diventa Redattore Capo. Fonda ed è Direttore Responsabile di Lo Sport del Sud illustrato primo rotocalco sportivo dell'Italia meridionale.
Dal settembre 1948 al 1956 fa parte della redazione sportiva de La Gazzetta del Mezzogiorno ed è corrispondente del settimanale Il calcio illustrato. Capo Redattore del trisettimanale Mercoledì sport e titolare dei servizi di critica d'arte, letteraria, teatrale e cinematografica. Nel 1957 entra nei Servizi Giornalistici della Sede Regionale della Rai, cura una rubrica fissa per La Domenica Sportiva. Fu assunto dalla RAI come giornalista sportivo, in radio e in televisione. Ha curato le edizioni della trasmissione Novantesimo minuto con Paolo Valenti sin dai primi anni.
Si calcola che nei sei anni di collaborazione alla trasmissione domenicale di Radio Bari La Caravella abbia scritto non meno di 200 poesie di apertura e almeno un migliaio di testi di parodie. Ha collaborato a Ponte Radio, la trasmissione che lanciò il giornalismo radiofonico “in diretta”. Intensa anche l'attività di critico d'arte e di produzione artistica personale. Vincitore nella IV Gara nazionale del Sonetto (1973) indetta a San Vito dei Normanni, sarà secondo nel 1974.
Col racconto Carmelina e l'amore nel 1977 si aggiudica il Premio nazionale Gravina e grazie alla sua prima raccolta di poesie Murgia e altre liriche civili nel 1978 gli viene conferito il Premio di Letteratura e Saggistica Ignazio Ciaia. Nasce una collaborazione con l'editore Nunzio Schena che gli pubblica cinque testi. Segue un libro con Ladisa fino ai suoi ultimi due testi pubblicati da Adda. Nel 2003 gli viene attribuita una targa di riconoscimento per i suoi 40 anni di attività giornalistica. Nel 2008 viene premiato per i 50 anni di attività da giornalista professionista. Muore il 16 aprile 2008, dopo un lungo periodo di convivenza con la malattia di Alzheimer.

## Opere
Ha scritto diversi libri, tra l'altro:
- Bari fuori dal tempo
- Casimiro Polacco da Napoli
- San Nicola il barese
- Racconti e poesie
- Palestina Guerra e Pace
- Mosè e la principessa
- La parola come strumento
- La dignità dell'uomo
- Murgia ed altre liriche civili
- Io Esisto
- Cinquecento santi compreso i nostri

| Controllo di autorità | VIAF (EN) 24482671 · ISNI (EN) 0000 0000 5097 8868 · SBN CFIV035494 · LCCN (EN) nr94019845 |